# Rhodoferax saidenbachensis
Rhodoferax saidenbachensis ist ein gramnegatives, kurzes stabförmiges Bakterium aus der Gattung Rhodoferax mit einer Länge von 1 bis 1,8 Mikrometern und einer Breite von 0,2 bis 0,4 Mikrometern. Das Bakterium reagiert positiv auf den Oxidase-Test, ebenso besitzt es das Enzym Phosphatase, die Katalase-Aktivität ist jedoch negativ.
Das Bakterium wurde aus dem Sediment der Trinkwassertalsperre Saidenbach isoliert. Für das von René Kaden beschriebene und erforschte Bakterium wurde deshalb der Artname saidenbachensis gewählt. Aufgrund der ähnlichen genetischen Merkmale wurde auch die verwandte Art Albidiferax ferrireducens wieder in die Gattung Rhodoferax transferiert.
Gegenüber den verwandten Arten besitzt das Bakterium eine geänderte Fettsäure-Zusammensetzung. In jungen Kulturen fehlen jegliche Pigmente. Auffällig ist, dass Rhodoferax saidenbachensis auch noch bei Temperaturen nahe dem Gefrierpunkt Wachstum zeigt. Die Wachstumsrate ist jedoch auch bei höheren Temperaturen relativ gering. Das Bakterium nutzt Glycerol und D-Mannose.